# Nissan Pulsar
Nissan Pulsar je automobil nižší střední třídy s motorem vpředu a pohonem předních kol. Vůz vyráběla japonská automobilka Nissan mezi roky 1978 až 2005. Nový model Pulsaru se pak znovu objevil znovu v roce 2013. Na evropské trhu se Pulsar mnohdy prodával pod značkou Datsun či Nissan Cherry, další generace pak jako Nissan Sunny a Almera. Na jiných kontinentech těmto typovým označením zpravidla odpovídaly jiné vozy.

## Generace N10 a N11
První model Nissanu Pulsar byl uveden v roce 1978 a byl postaven na stejných základech jako předcházející Datsun Cherry druhé generace. I proto vedení Nissanu uvedlo tento typ na evropském trhu stále jako Datsun Cherry. Na americkém trhu byl uveden jako Datsun 310 a měl i celou řadu dalších názvů. Pulsar byl vytvořen jako kompromis k verzím typu Sunny případně Violet a Cherry. Sunny byl sedan a Cherry dvoudveřový hatchback. Čtyřdveřový hatchback Pulsar tak měl zaplnit zející díru v portfoliu produktů nabízeném Nissanem.

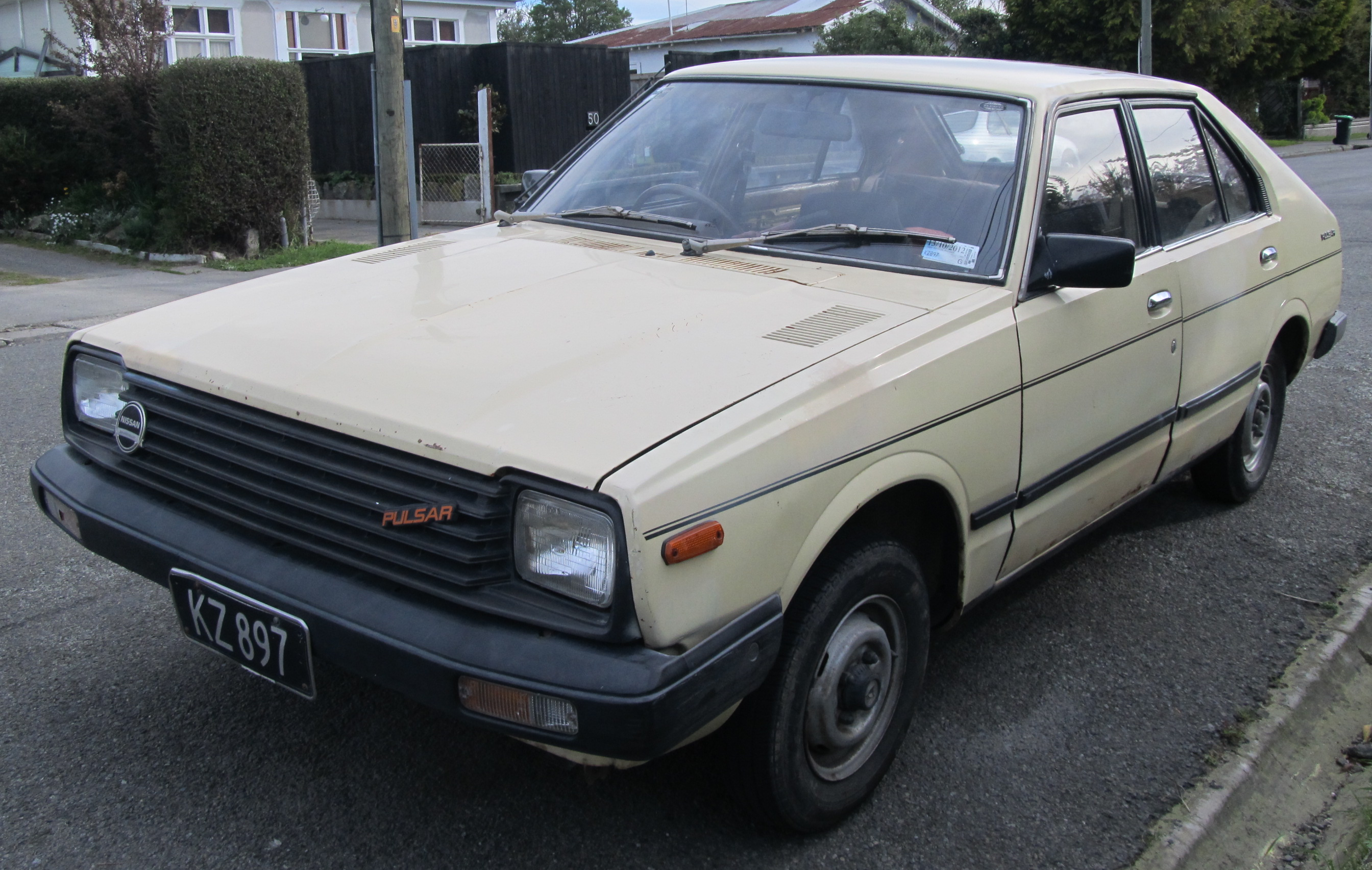

Přestože se plánovala výroba především pro rozvojové trhy vozů s náhonem na zadní nápravě, tento typ nakonec disponoval pouze náhonem předních kol. Právě kvůli těmto plánům je pro tuto verzi typický dlouhý předek (jakoby nos), který měl sloužit pro možnost uložení motoru příčně a napojení kardanového hřídele. Pulsar byl nejprve uveden pouze jako pětidveřový liftback osazený motory o objemu 1,2 a 1,4 litru. S časem se pak začala struktura nabízených podtypů rozšiřovat, prodávaly se tak i modely se třemi dveřmi nebo čtyřdveřové sedany a získal i motory o objemech 1; 1,3 nebo 1,5 litru.
Pod názvem Datsun Pulsar se vozidlo vyváželo do Austrálie, Nového Zélandu, Jižní Afriky a Malajsie. V Asii a Evropě byl znám jako Datsun Cherry nebo pod různými názvy jako 100A, 120A, 130A, 140A či 150A. Ve Spojených státech a Kanadě dostal název Datsun 310. V roce 1980 se objevil mírně upravený na japonském trhu jako Nissan Langley a byl představený jako menší verze sportovnějšího Nissanu Skyline.

## Generace N12
Pulsar generace N12 již byl zbaven značky Datsun a nazýval se podle výrobce Nissan. Kromě toho název tohoto typu byl jednotnější. Po většině světa byl známý skutečně jako Nissan Pulsar, jen pro Evropu však zůstalo přízvisko Cherry. Dále třeba v Jižní Africe či Malajsii se prodával jako Nissan Langley. Verze N12 byla odhalena v dubnu (v říjnu pro Evropu) roku 1982.

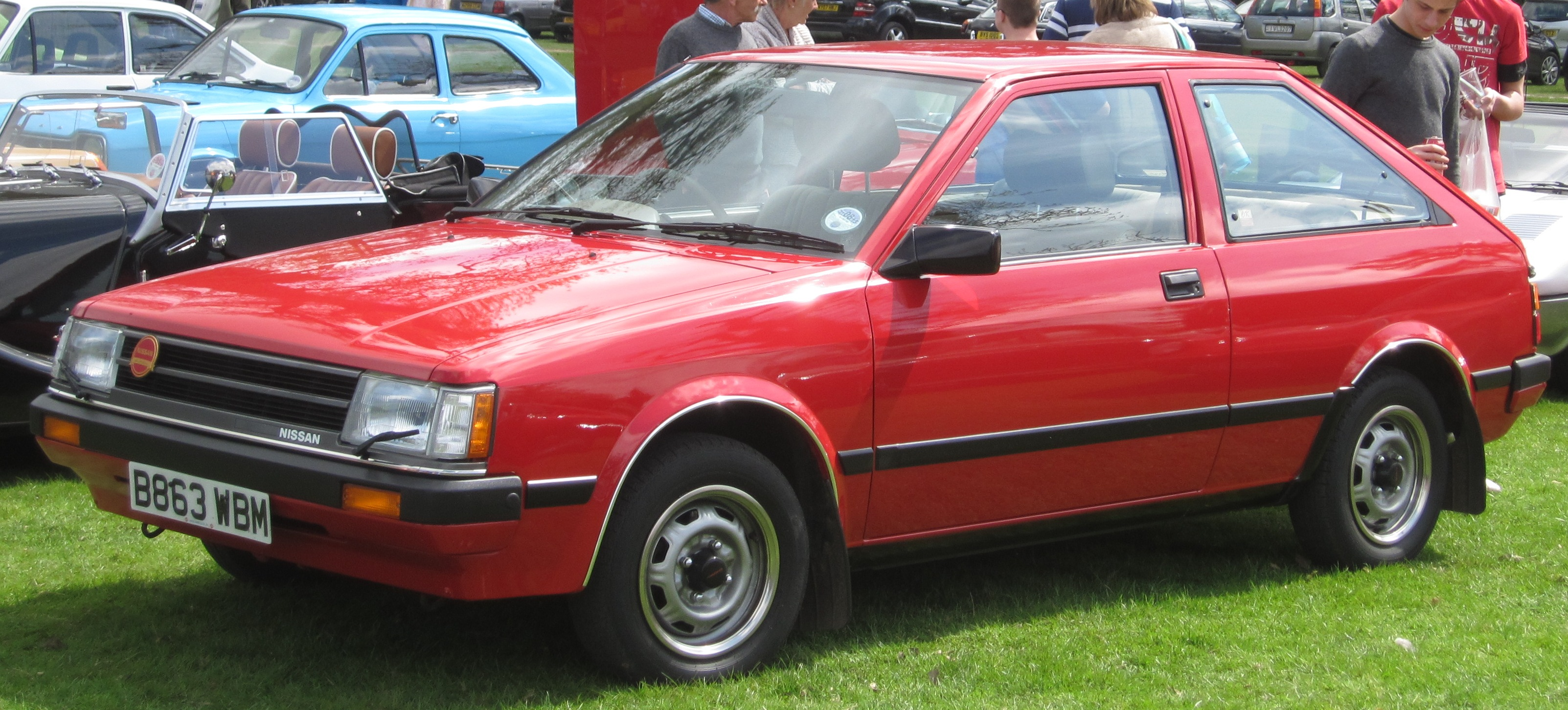
Evropská verze Nissanu Pulsar N12 Cherry

Na evropských trzích se prodávalo celé portfólio motorů od litrového motoru s 37 kW až po motor 1,5 osazený turbem s výkonem 84 kW. Zahrnut byl i jediný naftový motor dodávaných do těchto vozů o objemu 1,7 litru. Právě výkonnější motor 1,5 ilustroval snahu japonských výrobců prosadit se na trhu v Evropě oblíbeném s vozy kategorie GTi. Tato snaha se ale nesetkala s větším úspěchem. Kromě výkonnějšího motoru a turba měla tato verze speciální pneumatiky Dunlop a byla polepena celou řadou samolepek. Řada problémů se vázala i na to, že výkonnější motor příliš nekorespondoval s podvozkem, který se vážněji neměnil od běžné verze Nissanu Cherry. V roce 1984 prošel Cherry/Pulsar mírnějším faceliftem.
V Itálii byl tento vůz vyráběn v rámci spolupráce joint venture s Alfou Romeo pod názvem Alfa Romeo Arna. Z této spolupráce vycházel i název Arna, byl totiž zkratkou slov Alfa Romeo Nissan Autoveicoli. Toto vozidlo bylo opatřeno hnacím agregátem Alfy Romeo s uspořádáním boxer a karosérií Nissanu. Matoucí bylo, že se v Itálii prodávaly rovněž vozy Nissan Cherry vzhledově nelišící se od Arny.
Od roku 1984 se prodával v Austrálii i jako Holden Astra, aby se odlišil od novější verze Pulsaru v rámci tzv. Button car plan.

## Generace N13
V roce 1986 byla odhalena nová generace Nissanu Pulsar. Ta se navzdory trendům ve světě směřujících k více aerodynamickému a zaoblenějšímu tvaru zůstala u hranatějšího vzezření. Hlavní šéf vývoje vozidla se zaměřil především cenovou dostupnost vozidla nižší střední třídy. Navzdory tomu nový Pulsar získal náhon všech čtyř kol a získal ocenění pro auto roku v Japonsku. Podíl na tom měla i podobnost a sdílení mnoha vizuálních prvků s velice oblíbeným sportovnějším Nissanem Skyline.

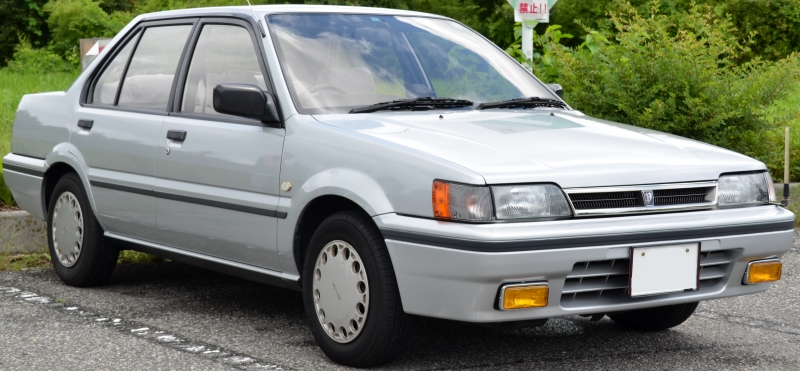
Nissan Pulsar N13

Na japonském trhu byl Pulsar nově osazen objemnějším motorem 1,8 litru o výkonu až 84 kw. Generace N13 se prodávala ve třech karosériích: třídveřový hatchback, pětidveřový hatchback a čtyřdveřový sedan. Na asijském trhu se prodával dále jako Langley nebo Liberta Villa a mírně se lišily od původní podoby Nissanu Pulsar.
Na evropském trhu Pulsar přešel na název Nissan Sunny a měl i celou řadu podobných linií se skutečným Nissanem Sunny generace B13. Také vycházely ze stejného modelu Sunnyho předcházející generace (B12). Nicméně nejednalo se zdaleka o stejné vozy.
Na řeckém trhu zůstal Nissan u starého názvu Nissan Cherry.
V Malajsii byl tento typ uveden v roce 1987 jako Nissan Sentra podobně jako na Novém Zélandu.

## Generace N14
Tendence k zaoblenější karosérii se naplno projevily při vývoji Pulsaru generace N14, ten byl představen v roce 1990. Do tohoto roku se datuje i uvedení modelu střední třídy Primera. Ten částečně navazoval především na mírně odlišné verze Pulsaru Langley a Liberta Villa. Nová generace pokračovala v trendu osazování silnějších motorů, je zde i patrné navýšení oproti předchozí generaci.

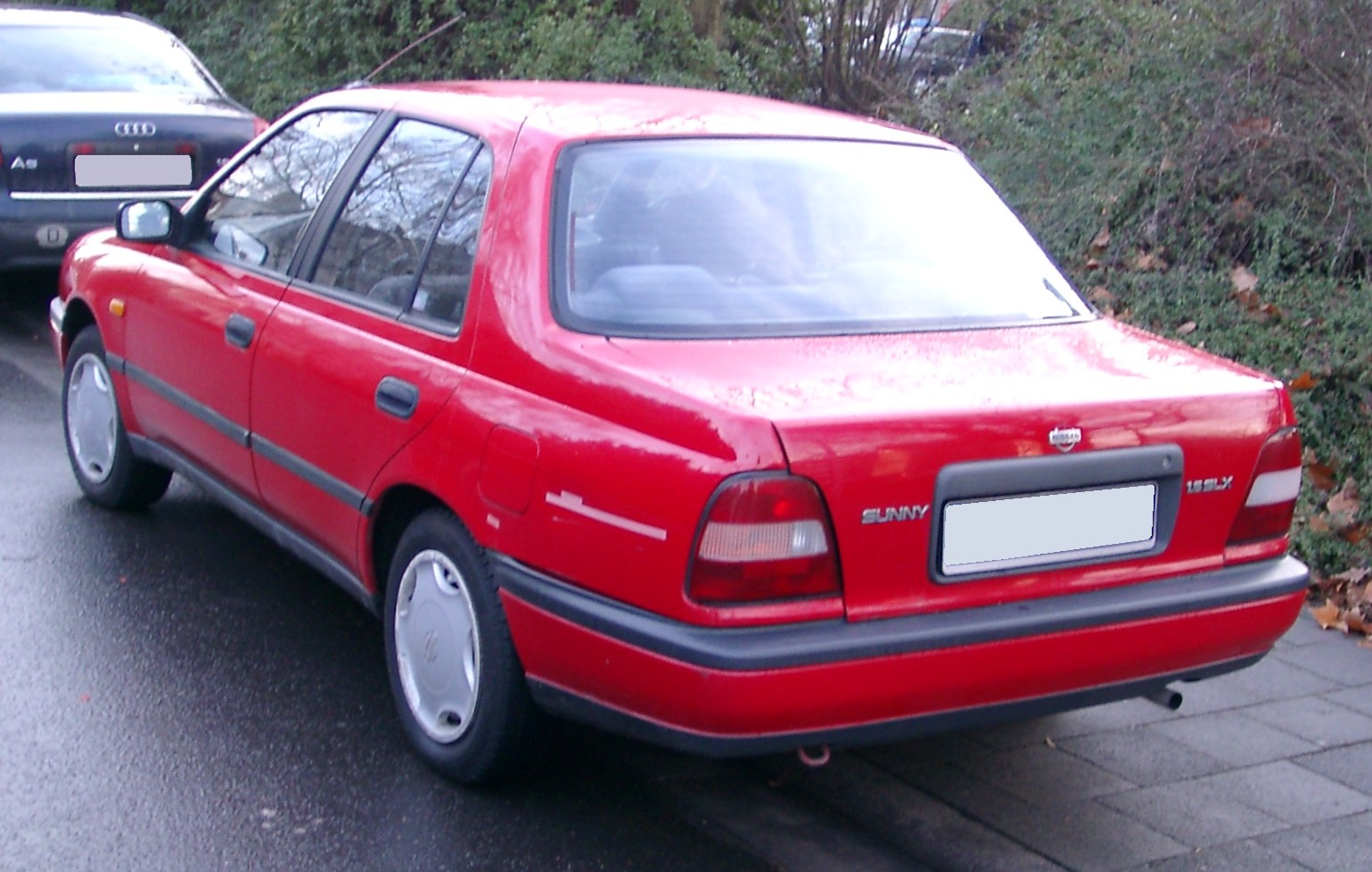
Nissan Sunny ve verzi sedan

Pulsar se vyráběl ve výrazně odlišných motorizacích pro evropský a japonský trh. Např. verze o objemu 1,4 litru, která se v Evropě vyskytovala nejčastěji, v Japonsku vůbec neexistovala. V Japonsku byl možný výběr mezi benzínovými motory 1295 cm3 (58 kW), 1497 cm3 (69 kW), 1596 cm3 (81 kW), 1838 cm3 (103 kW), 1998 cm3 (169 kW) a naftovým 1680 cm3 o výkonu 40 kW. Tato generace se vyráběla jako čtyřmístný sedan, třímístný nebo pětimístný hatchback. Vyráběl se především s poháněnou přední nápravou, ale existovaly i verze náhonem na všechny čtyři kola. Například pro australský trh se dodávaly pouze verze sedanu a pětidveřového hatchbacku s náhonem na všechny čtyři.

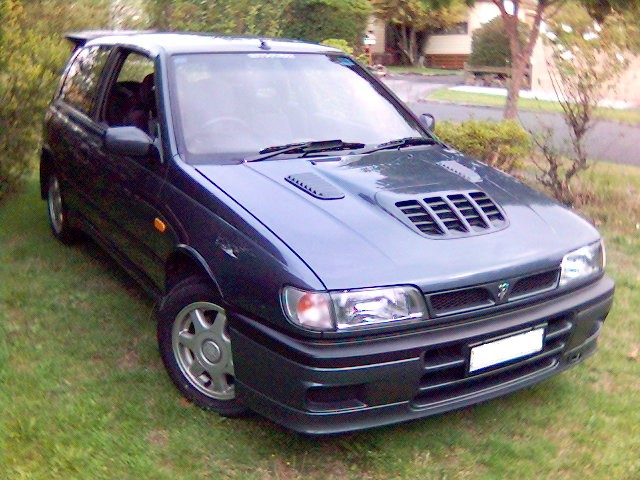
Nissan Pulsar GTI-R

Větší rozruch způsobila verze GTI-R, ta byla osazena zmíněným dvoulitrovým agregátem s turbem o výkonu 169 kW a točivém momentu 280 Nm. Obdobná verze se účastnila i Mistrovství světa v rallye. Karosérie byla víceméně stejná jako u třídveřového hatchbacku jen měla navíc zadní přítlačné křídlo a sportovní sání. Díky nízké váze bylo auto schopno dosáhnout 100 kilometrů v hodině za přibližně 5 sekund. Maximální rychlost byla oficiálně udávána jako 232 km/h. Pro evropský trh měl GTI-R mírně snížený výkon na 162 kW a točivý moment na 267 Nm. Bylo to způsobeno nutností použít jinou vstřikovací jednotku na místní benzín s méně oktany. Celkem bylo vyrobeno okolo 27 tisíc vozů typu GTI-R.
Stejně jako předchozí verze Pulsar dostal pro evropský trh přízvisko Sunny. S tímto typem se v Evropě lze setkat nejčastěji s motorizací 1,4 litru s osmi ventily o výkonu 55 kW a šestnácti ventily o výkonu 63-64 kW. Dále se do Sunnyho N14 dávaly benzínové motory 1,6 litru o výkonu 66 kW a naftové (55 kW) i benzínové dvoulitry.

## Generace N15
Co se Evropy týče, Nissan Pulsar generace N15 byl prodáván jako Nissan Almera. Ta se od Pulsaru lišila jen výbavou a instalovanými motory. Na Novém Zélandu se zprvu jednalo o Nissan Sentra, po zavření místní továrny dostaly dovážené Pulsary původní název. Na to zde a v Austrálii navázali i u další generace. Pod názvem Pulsar se ještě 5 let prodával Nissan Bluebird Sylphy, ten byl v Evropě dále prodáván jako Nissan Almera.

## Generace B17, C12 a C13

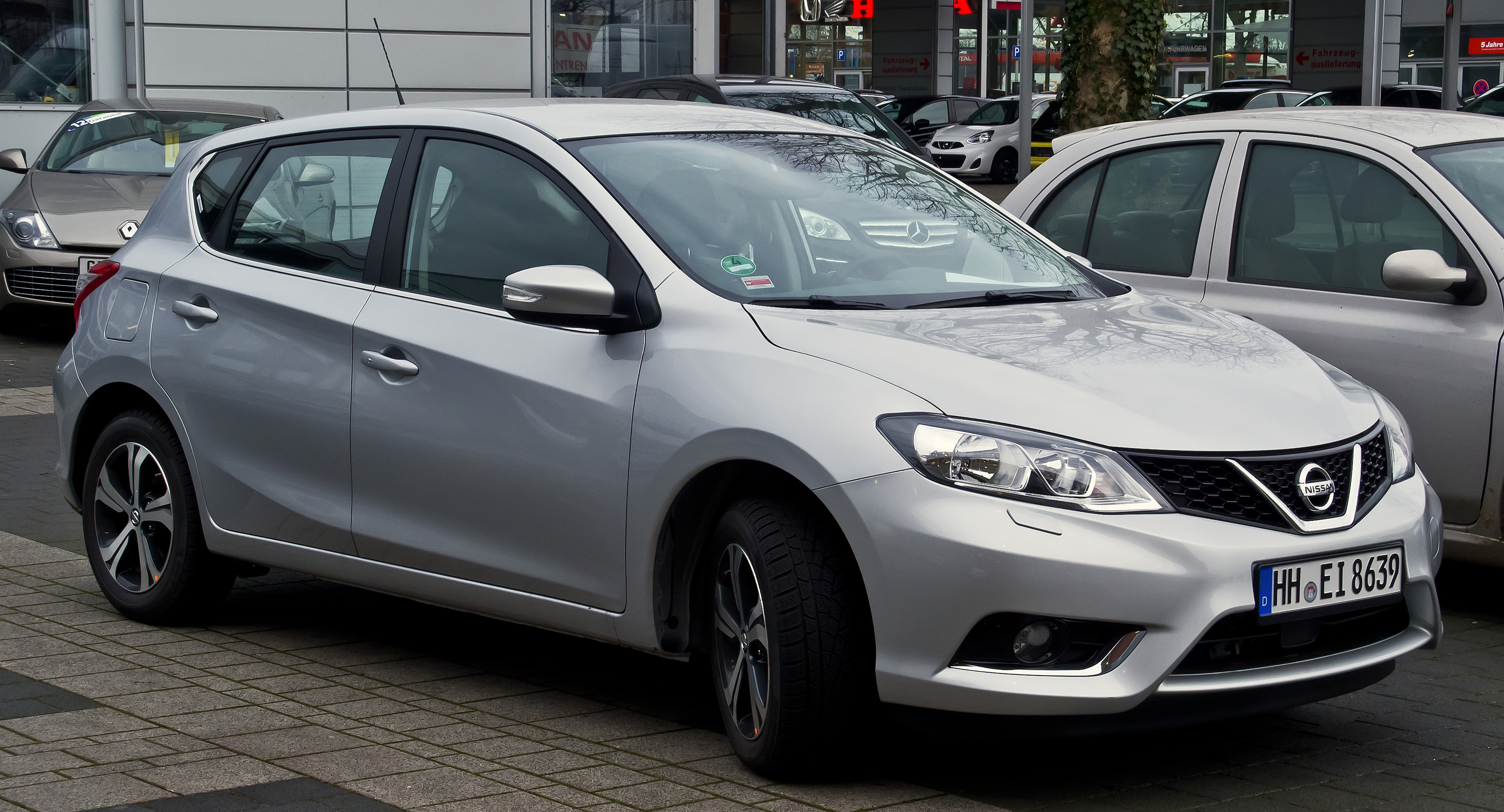
Nissan Pulsar Acenta v březnu roku 2015

V roce 2013 došlo k obnovení značky Pulsar. Nejednalo se však o samostatný model ale znovu pouze o přejmenování z různých důvodů pro určité trhy. Nejprve se jednalo pod označením B17 o jiný název opět pro Nissan Sylphy pro Austrálii a Nový Zéland, poté ve stejném roce pod označením Pulsar C12 byl prodáván Nissan Tiida opět v Austrálii, Nový Zéland navíc s Thajskem.
V květnu roku 2014 se Pulsar objevil poprvé i v Evropě. Vozidlo se vyrábí ve Španělsku a je postavené na platformě Nissanu Tiida C12, není však jeho přímým nástupcem. Například v Rusku se však nadále prodává pod názvem Tiida C13. Prodávat se začal v březnu roku 2015 a ilustruje snahu Nissanu o znovuvybojování konkurenceschopného postavení na evropském trhu hatchbacků nižší střední třídy. Do auta se instalují benzínové motory 1,2 litru DiG-T o výkonu 84 kW a motor 1,6 litru DIG-T s výkonem 140 kW, který byl odhalen až s prvními prodeji vozidla v březnu roku 2015. Kromě toho se vyrábí i naftový motor 1,5 litru o výkonu 78 kW.